# بيون بايك هيون

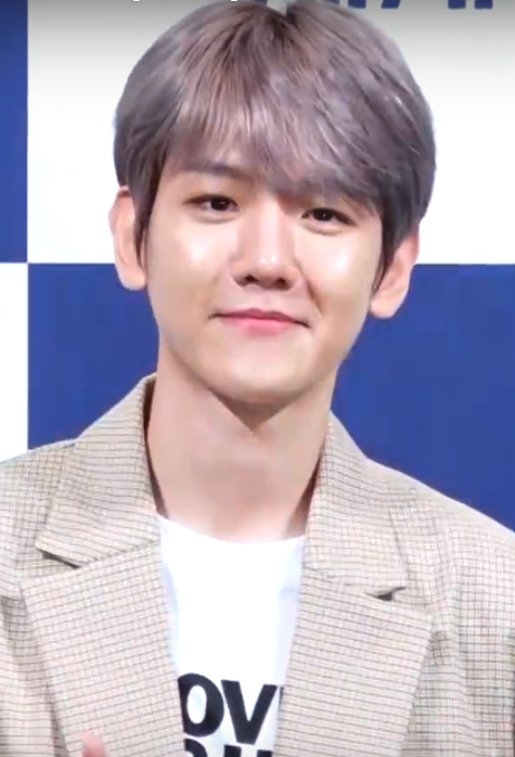
بايكهيون في 2018.

بيون بايك هيون (هانغل: 변백현) (ولد في 6 مايو 1992 –) المعروف باسمه الفني بايكهيون هو مغني، وكاتب أغاني، وممثل، وعارض كوري جنوبي. عضو ومغني رئيسي في الفرقة الكورية الجنوبية-الصينية إكسو، وعضو في الفرقة الفرعية إكسو كي، وعضو في الفرقة الفرعية إكسو-سى بى إكس بجانب شيومين، وتشين.

## حياته
ولد بايك هيون في 6 مايو 1992. في بتشون بمقاطعة غيونغي في كوريا الجنوبية. لديه أخ يدعى بيون بايك بيوم أكبر منه بسبع سنوات. بدأ بايك هيون التدريب ليصبح مغنيًا عندما كان عمره 11 عامًا، متأثرًا بالمطرب الكوري الجنوبي رين. التحق بمدرسة جينغون الثانوية في بتشون، حيث كان المغني الرئيسي في فرقة تسمى Honsusangtae وفاز بمهرجان موسيقي محلي. تلقى دروسًا في العزف على البيانو من كيم هيون وو عضو فرقة موسيقى الروك الكورية الجنوبية DickPunks. بالإضافة إلى الأنشطة الموسيقية، تدرب بايك هيون كلاعب فنون قتالية في شبابه ولديه حزام أسود 3 في هابكيدو.
شوهد بايك هيون من قبل وكيل إس إم إنترتينمنت أثناء دراسته لامتحانات القبول في معهد سيول للفنون. انضم لاحقًا إلى إس إم إنترتينمنت في عام 2011.

## وصلات خارجية
بيون بيك هيون على موقع IMDb (الإنجليزية)
- بيون بيك هيون على موقع ميوزك برينز (الإنجليزية)
- بيون بيك هيون على موقع ديسكوغز (الإنجليزية)
- بيون بيك هيون على موقع قاعدة بيانات الفيلم (الإنجليزية)
- بيون بيك هيون على موقع كينوبويسك (الروسية)